# George Paulet, XII marchese di Winchester
George Paulet, XII marchese di Winchester (7 giugno 1722 – 22 aprile 1800), è stato un nobile inglese.

## Biografia
George era il figlio di Norton Paulet, e di sua moglie, Jane Morley. Norton era il nipote di Lord Henry Paulet, e il pronipote di William Paulet, IV marchese di Winchester.
Il 25 dicembre 1794 succedette al cugino Lord Harry come marchese di Winchester.

## Carriera
Il 29 ottobre 1750 fu nominato Gentleman Usher di Federico, Principe di Galles, e prestò servizio fino alla morte del principe nel 1751. Dal 1758 al 1772, fu un Gentleman Usher della vedova di Federico, Augusta, Principessa del Galles. Nel 1761, Paulet fu nominato High Sheriff of Hampshire.
Fu eletto membro del Parlamento per Winchester come Tory nel 1765, dopo che suo cugino, Lord Harry Powlett , succedette come Duca di Bolton a luglio. A quel tempo, il suo unico fratello sopravvissuto, William, un ufficiale di marina, era erede presuntuoso del duca, sebbene il Duca si fosse risposato nell'aprile di quell'anno. Più tardi, nel 1765, Paulet fu nominato Groom Porter di Giorgio III, carica che mantenne fino al 14 novembre 1782.
Nel 1793, Paulet fu Lord luogotenente dell'Hampshire, precedentemente detenuto dal Duca di Bolton, e l'anno seguente, succedette come Marchese di Winchester alla morte del Duca (il ducato si estinse). Venne nominato vice-ammiraglio del Dorset e dell'Hampshire nel 1797.

## Matrimonio
Sposò, il 7 gennaio 1762, Martha Ingoldsby (?'-14 marzo 1796), figlia di Thomas Ingoldsby. Ebbero tre figli:
- Charles Paulet, XIII marchese di Winchester (30 gennaio 1765-29 novembre 1843)
- Lady Urania Anne Paulet (1767-27 dicembre 1843), sposò in prime nozze Henry de Burgh, I marchese di Clanricarde, non ebbero figli, in seconde nozze Peter Kington, ebbero una figlia, e in terze nozze Sir Joseph Sidney Yorke, non ebbero figli;
- Lord Henry Paulet (31 marzo 1767-28 gennaio 1832), sposò Anne Maria Ravenscroft, ebbero tre figli.

## Ascendenza
|                                           |                |                              | Genitori                          |  |  | Nonni |  |  | Bisnonni     |  |  | Trisnonni                                 |  |
|                                           |                |                              |                                   |  |  |       |  |  | Henry Paulet |  |  | William Paulet, IV marchese di Winchester |  |
|                                           |                |                              |                                   |  |  |       |  |  | Henry Paulet |  |  | William Paulet, IV marchese di Winchester |  |
|                                           |                | Lucy Cecil                   |                                   |  |  |       |  |  | Henry Paulet |  |  |                                           |  |
| Francis Paulet                            |                |                              |                                   |  |  |       |  |  | Henry Paulet |  |  |                                           |  |
|                                           |                | Lucy Philpot                 | George Philpot                    |  |  |       |  |  |              |  |  |                                           |  |
|                                           |                | Lucy Philpot                 | George Philpot                    |  |  |       |  |  |              |  |  |                                           |  |
|                                           |                | Lucy Philpot                 | Elizabeth                         |  |  |       |  |  |              |  |  |                                           |  |
| Norton Paulet                             |                | Lucy Philpot                 |                                   |  |  |       |  |  |              |  |  |                                           |  |
|                                           |                | Richard Norton, II baronetto | Richard Norton, I baronetto       |  |  |       |  |  |              |  |  |                                           |  |
|                                           |                | Richard Norton, II baronetto | Richard Norton, I baronetto       |  |  |       |  |  |              |  |  |                                           |  |
|                                           |                | Richard Norton, II baronetto | Amy Bilson                        |  |  |       |  |  |              |  |  |                                           |  |
| Lucy Philpot                              |                | Richard Norton, II baronetto |                                   |  |  |       |  |  |              |  |  |                                           |  |
|                                           |                | Elizabeth                    | …                                 |  |  |       |  |  |              |  |  |                                           |  |
|                                           |                | Elizabeth                    | …                                 |  |  |       |  |  |              |  |  |                                           |  |
|                                           |                | Elizabeth                    | …                                 |  |  |       |  |  |              |  |  |                                           |  |
| George Paulet, XII marchese di Winchester |                | Elizabeth                    |                                   |  |  |       |  |  |              |  |  |                                           |  |
|                                           | Francis Morley | Francis Morley               |                                   |  |  |       |  |  |              |  |  |                                           |  |
|                                           | Francis Morley | Francis Morley               |                                   |  |  |       |  |  |              |  |  |                                           |  |
|                                           | Francis Morley | Joane Collins                |                                   |  |  |       |  |  |              |  |  |                                           |  |
| Charles Morley                            | Francis Morley |                              |                                   |  |  |       |  |  |              |  |  |                                           |  |
|                                           |                | Jane Tancred                 | Charles Tancred                   |  |  |       |  |  |              |  |  |                                           |  |
|                                           |                | Jane Tancred                 | Charles Tancred                   |  |  |       |  |  |              |  |  |                                           |  |
|                                           |                | Jane Tancred                 | Elizabeth Crosland                |  |  |       |  |  |              |  |  |                                           |  |
| Jane Morley                               |                | Jane Tancred                 |                                   |  |  |       |  |  |              |  |  |                                           |  |
|                                           |                | Henry Herbert                | Richard Herbert, lord di Cherbury |  |  |       |  |  |              |  |  |                                           |  |
|                                           |                | Henry Herbert                | Richard Herbert, lord di Cherbury |  |  |       |  |  |              |  |  |                                           |  |
|                                           |                | Henry Herbert                | Magdalen Newport                  |  |  |       |  |  |              |  |  |                                           |  |
| Magdalen Herbert                          |                | Henry Herbert                |                                   |  |  |       |  |  |              |  |  |                                           |  |
|                                           |                | Eliabeth Offley              | Robert Offley                     |  |  |       |  |  |              |  |  |                                           |  |
|                                           |                | Eliabeth Offley              | Robert Offley                     |  |  |       |  |  |              |  |  |                                           |  |
|                                           |                | Eliabeth Offley              | Mary Lowe                         |  |  |       |  |  |              |  |  |                                           |  |
|                                           |                | Eliabeth Offley              |                                   |  |  |       |  |  |              |  |  |                                           |  |